# Agnes Monica
Agnes Monica, właśc. Agnes Monica Muljoto (ur. 1 lipca 1986 w Dżakarcie) – indonezyjska piosenkarka, autorka tekstów, aktorka, producentka muzyczna i prezenterka.
Agnes Monica wykonała trzy albumy studyjne: And the Story Goes (2003), Whaddup A.. '?! (2005), Sacredly Agnezious (2009) oraz pięć innych albumów: Si Meong (1992), Yess! (1995), Bala-Bala (1996), NEZ (2008), Agnes Is My Name (2011).

## Dyskografia

### Albumy studyjne
| Rok  | Album                                                                                  |
| ---- | -------------------------------------------------------------------------------------- |
| 2003 | And the Story Goes - Data wydania: 8 października 2003 - Wytwórnia: Aquarius Musikindo |
| 2005 | Whaddup A.. '?! - Data wydania: 10 grudnia 2005 - Wytwórnia: Aquarius Musikindo        |
| 2009 | Sacredly Agnezious - Data wydania: 1 kwietnia 2009 - Wytwórnia: Aquarius Musikindo     |

### Inne albumy
| Rok  | Album                                                                          |
| ---- | ------------------------------------------------------------------------------ |
| 1992 | Si Meong - Data wydania: 1992 - Wytwórnia: MM Records                          |
| 1995 | Yess! - Data wydania: 1995 - Wytwórnia: Musica Studios                         |
| 1996 | Bala-Bala - Data wydania: 1996 - Wytwórnia: Musica Studios                     |
| 2008 | NEZ - Data wydania: 21 sierpnia 2008 - Wytwórnia: Aquarius Musikindo           |
| 2011 | Agnes Is My Name - Data wydania: 2 lutego 2011 - Wytwórnia: Aquarius Musikindo |